# Erwig nyugati gót király
Erwig, más írásmóddal Ervig (latinul: Ervigius) (640 k. – 687 után) nyugati gót király 680-tól 687-ig.
Erurich Wamba megbuktatása után királlyá kenette, és a tizenkettedik toledói nemzetgyűlés által is elismertette magát. Ez a nemzetgyűlés enyhített a Wamba szigorú törvényein, tágította az egyházi menedékjogot, a megüresedő püspöki székek betöltését a toledói érsekre bízta s törvénnyé emelte Erwignek a zsidók ellen kibocsátott 28 rendeletét. E törvény vérengző dühvel szentesítette az üldözést és az eddigieknél jóval kegyetlenebb intézkedéseket tartalmazott. Megtiltotta a zsidóknak ünnepeik megtartását, szertartásaik gyakorlását s nem volt szabad fiaikat és szolgáikat a keresztelés alól kivonni.
A tehetetlen király alatt egy kikeresztelkedett zsidóból lett érsek, a toledói Julianus ragadta magához az uralmat s jobban dühöngött egykori rokonai ellen, mint maguk a született gótok.
Két évvel később ült egybe a tizenharmadik nemzetgyűlés, mely a királyságra nézve végzetes határozatokat hozott. Kivette a király kezéből a nemesek és egyháziak felett való bíráskodást s azt a papi és világi nagyok gyülekezetére ruházta; az előbbi király alatt száműzött pártütőknek megbocsátott s megtiltotta, hogy az uralkodó az elhunyt király özvegyét oltárhoz vezesse. Végül törölte az adóhátralékokat s nagy engedményeket tett a hadkötelezettség terén. A királyi hatalom e süllyedése megdöbbentette magát Erwiget is; a tizennegyedik zsinaton saját gyermekei mellőzésével Wamba unokaöccsét, Egikát tette meg örököséül, azután letéve a királyi palástot, barátcsuhát öltött és kolostorba vonult.